# Hypoxis domingensis
Hypoxis domingensis är en enhjärtbladig växtart som beskrevs av Ignatz Urban. Hypoxis domingensis ingår i släktet Hypoxis och familjen Hypoxidaceae. Inga underarter finns listade i Catalogue of Life.